# Beijing (klub szachowy)
Beijing (chiń. 北京国际象棋队) – chiński klub szachowy z siedzibą w Pekinie, czterokrotny mistrz kraju.

## Historia
Klub został założony pod nazwą Beijing Patriots (chiń. 北京爱国者国际象棋俱乐部) w 2003 roku. W 2005 roku podjął rywalizację w Chinese Chess League, zdobywając wówczas mistrzostwo kraju. Skład zespołu stanowili wówczas Ye Jiangchuan, Giorgi Kaczeiszwili, Wu Shaobin, Zhao Xue, Li Chao, Xie Jun, Xu Yuanyuan i Wang Yu. W 2006 roku klub obronił tytuł mistrzowski. W latach 2007–2008 zespół zdobył wicemistrzostwo Chin, w 2009 roku zajął trzecie miejsce w lidze, a w sezonie 2010 ponownie drugie. W 2011 roku Beijing Patriots zdobył trzeci tytuł mistrzowski w swojej historii. W kolejnym sezonie klub zajął drugie miejsce w lidze.
W 2013 roku nastąpiła zmiana nazwy klubu na Beijing North Olympic. Pod tą nazwą klub zajął drugie miejsce w 2013 roku, a także mistrzostwo kraju dwa lata później. Od 2016 roku zespół uczestniczył w rozgrywkach pod nazwą Beijing Beiao (chiń. 北京北奥国际象棋队). W tamtym sezonie uzyskano wicemistrzostwo kraju, a rok później – trzecie miejsce. W 2019 roku zmieniono nazwę klubu na Beijing. W 2022 roku ta drużyna zajęła trzecie miejsce w lidze, a dwa lata później zdobyła wicemistrzostwo.

## Arcymistrzowie w historii klubu
- Wiktor Bołogan[18]
- Walentina Gunina[18]
- Dronavalli Harika[19]
- Andriej Jesipienko[20]
- Giorgi Kaczeiszwili[3]
- Li Chao[21]
- Nguyễn Ngọc Trường Sơn[20]
- Arman Paszikian[22]
- Wang Hao[23]
- Wu Shaobin[3]
- Xie Jun[3]
- Xiu Deshun[24]
- Ye Jiangchuan[3]
- Yu Yangyi[22]
- Wadim Zwiagincew[25]
- Zhang Zhong[26]
- Zhao Xue[22]